# Угрехелидзе, Рафаил Бичиевич
Рафаил Бичиевич Угрехелидзе (1905 год, Борчалинский уезд, Тифлисская губерния, Российская империя — неизвестно, Болнисский район, Грузинская ССР) — звеньевой колхоза имени Сталина Болнисского района, Грузинская ССР. Герой Социалистического Труда (1950).

## Биография
Родился в 1905 году в одном из сельских населённых пунктов Борчалинского уезда. С раннего возраста трудился в сельском хозяйстве. С середины 1930-х годов трудился в местном колхозе имени Сталина Болнисского района, где занимался выращиванием табака. В марте 1942 году призван в Красную Армию по мобилизации. Участвовал в Великой Отечественной войне. Воевал в составе 774-го стрелкового полка. После демобилизации возвратился на родину, где продолжил трудиться звеньевым бригады Прокофия Чохонелидзе в колхозе имени Сталина Болнисского района.
В 1949 году звено под его руководством собрало в среднем с каждого гектара по 28,4 центнера листьев табака сорта «Трапезонд» на участке площадью 4,2 гектара. Указом Президиума Верховного Совета СССР от 3 июля 1950 года удостоен звания Героя Социалистического Труда за «получение высоких урожаев кукурузы, табака и картофеля в 1949 году» с вручением ордена Ленина и золотой медали «Серп и Молот» (№ 5380).
Этим же указом званием Героя Социалистического Труда были награждены звеньевые Александр Михайлович Асатиани, Вахтанг Александрович Асатиани и Леван Софронович Манагадзе.
За выдающиеся трудовые достижения по итогам работы в годы Семилетки (1959—1965) награждён Орденом Трудового Красного Знамени.
После выхода на пенсию проживал в Болнисском районе. Дата смерти не установлена.
Награды
- Герой Социалистического Труда
- Орден Ленина
- Орден Трудового Красного Знамени (02.04.1966)